# Колосов, Михаил Макарович
Михаи́л Мака́рович Ко́лосов (1923—1996) — русский советский писатель, прозаик, публицист, журналист и редактор. Член Союза писателей СССР (с 1954 года). Руководитель Курской областной писательской организации Союза писателей РСФСР (1958—1963). Главный редактор газеты «Литературная Россия» (1982—1989).

## Биография
Родился 7 июня 1923 года в Авдеевке Донецкой губернии.
В 1943 году призван в ряды РККА, участник Великой Отечественной войны в составе 237-го армейского запасного стрелкового полка 5-й Ударной армии, комсомольский организатор  учебного стрелкового батальона в звании старший сержант, воевал на 3-м и 4-м Украинском и 1-м Белорусском фронтах. В 1945 году Указом Президиума Верховного Совета СССР за боевые отличия был награждён Орденом Красной Звезды. 
С 1947 года после демобилизации из рядов Советской армии, работал в районной газете «Красное знамя» в должности литературного сотрудника одновременно обучался на Всесоюзном юридическом заочном институте. С 1951 по 1952 год работает на юридических должностях в городе Фатеж. С 1951 по 1956 год обучался на заочном отделении Литературного института имени А. М. Горького. С 1952 по 1959 год — главный редактор Курского областного книжного издательства, одновременно с 1958 по 1963 год — руководитель Курской областной писательской организации Союза писателей РСФСР. С 1963 по 1968 год — собственный корреспондент газеты «Сельская жизнь». С 1968 по 1974 год — заместитель главного редактора издательства «Советская Россия». С 1974 до 1989 год первый заместитель главного редактора и с 1982 по 1989 год — главный редактор газеты «Литературная Россия».
Член Союза писателей СССР с 1954 года. В 1947 году из под пера Михаила Колосова вышел первый рассказ «К труду» опубликованный в  газете «Красная звезда». В 1950 году рассказы Михаила Колосова «За хлебом», «Лыско» и «Голуби» были напечатаны в художественном альманахе «Дружба народов». В 1954 году за детские рассказы «Голуби» Михаил Колосов по рекомендации известного прозаика Валентина Овечкина был принят в Союз писателей СССР. В 1958 году Михаил Колосов являлся участником I Всероссийского съезда писателей РСФСР. В 1958 году в литературно-художественном журнале «Костер» была опубликована повесть «Мальчишка», позже выпущенная отдельной книгой в издательстве «Современник», переведённая и опубликованная в Китае, Вьетнаме и Чехословакии. В 1959 году вышла его повесть «Бахмутский шлях», вышедшая в издательстве «Молодая гвардия», эта детская повесть получила высокую оценку у литературной критики. В последующем вышли такие книги как: «Звезда» (1959), «Зелёный гай», «Карповы эпопеи», «Три куля чёрных сухарей», «Барбарис» и «Гаврюшкина любовь»,  (1979), «Тимкина балалайка», «Платонов тупик», «Яшкина одиссея» и «Родная окраина» (1983), «Избранное» (1983), «Три круга войны» и «Похвала недругу» (1986), «Луна на верёвочке» (1987), «Платонов тупик» (1990), «Фронтовые были» (1995) и повесть «Ветеран» (1998). Произведения Михаила Колосова выходили в издательствах «Правда», «Советский писатель», «Советская Россия», «Художественная литература», «Современник», «Центрально-Чернозёмное книжное издательство», «Московский рабочий», «Молодая гвардия», «Детская литература», «Малыш» и «Воениздат» и публиковался в журналах и газетах «Литературная Россия», «Огонёк», «Молодая гвардия», «Современнике», «Роман-газета», «Октябрь», «Сельская жизнь» и «Курская правда».
Скончался 3 декабря 1996 года в Москве. Похоронен на Троекуровском кладбище в Москве (участок № 3).

## Награды
- Орден Дружбы (5 августа 1995 года) — за заслуги перед государством и многолетнюю плодотворную деятельность в области искусства и культуры[10].
- Орден Отечественной войны I степени (06.04.1985)[11]
- Орден Красной Звезды (28.04.1945)[2]
- орден "Знак Почёта" (1983)[1]
- Медаль «За победу над Германией в Великой Отечественной войне 1941—1945 гг.» (09.05.1945)[2]

### Звания
- Почётный гражданин города Фатеж